# Kropušek
Kropušek je priimek več znanih Slovencev:
- Tone Kropušek (1928—2017), politik in gospodarstvenik